# Wachtelberg (Obernaundorf)
Der Wachtelberg ist eine Erhebung im Erzgebirgsvorland bei Freital in Sachsen. Der Gipfel des Berges steht als Naturdenkmal „Quarzporphyraufschluss auf dem Wachtelberg“ unter Naturschutz.

## Lage und Umgebung
Der Wachtelberg erhebt sich drei Kilometer südlich des Freitaler Zentrums. Nördlich erstreckt sich im Poisenbachtal der Freitaler Ortsteil Niederhäslich, südlich im Eckersdorfer Grund der Rabenauer Ortsteil Obernaundorf. Östlich geht die Erhebung  in den Stieglitzberg und das Gebiet des Poisenwaldes, nordwestlich in den Raschelberg  über, nordwestlich grenzt Die Pfanne, westlich fällt das Plateau des Berges steil zur Weißeritz hin ab. Die dortige, felsdurchsetzte Bergflanke ist als „Schweinsdorfer Alpen“ bekannt.

## Geologie
Am Plateau des Berges ist der sogenannte Wachtelberg-Porphyrtuff aufgeschlossen, der hier als Deckenerguss die älteren Gesteine des Rotliegend überlagert. Dieses heute als Ignimbrit bezeichnete Gestein hat eine durchschnittliche Mächtigkeit von 12 Metern und ist auf Ascheauswürfe eines Vulkans im Tharandter Wald zurückzuführen. Vorkommen des Wachtelberg-Porphyrtuffs gibt es außerdem noch am Horkenberg in Neubannewitz sowie in Rippien. Im Liegenden des Porphyrtuffs kommt roter Lehm vor, der ein Verwitterungsprodukt ist.
Die Basis des Berges besteht hingegen aus Gneis-Konglomeraten aus dem Rotliegend des Döhlener Beckens. Insbesondere an der Nordwestflanke sind Kalkflöze eingeschaltet, die bei Schweinsdorf an der Oberfläche anstehen („Schweinsdorfer Schichten“).